# Gresse-en-Vercors
Gresse-en-Vercors – miejscowość i gmina we Francji, w regionie Owernia-Rodan-Alpy, w departamencie Isère.
Według danych na rok 1990 gminę zamieszkiwało 265 osób, a gęstość zaludnienia wynosiła 3 osób/km² (wśród 2880 gmin regionu Rodan-Alpy Gresse-en-Vercors plasuje się na 1363. miejscu pod względem liczby ludności, natomiast pod względem powierzchni na miejscu 17.).